# Exploració de la Lluna

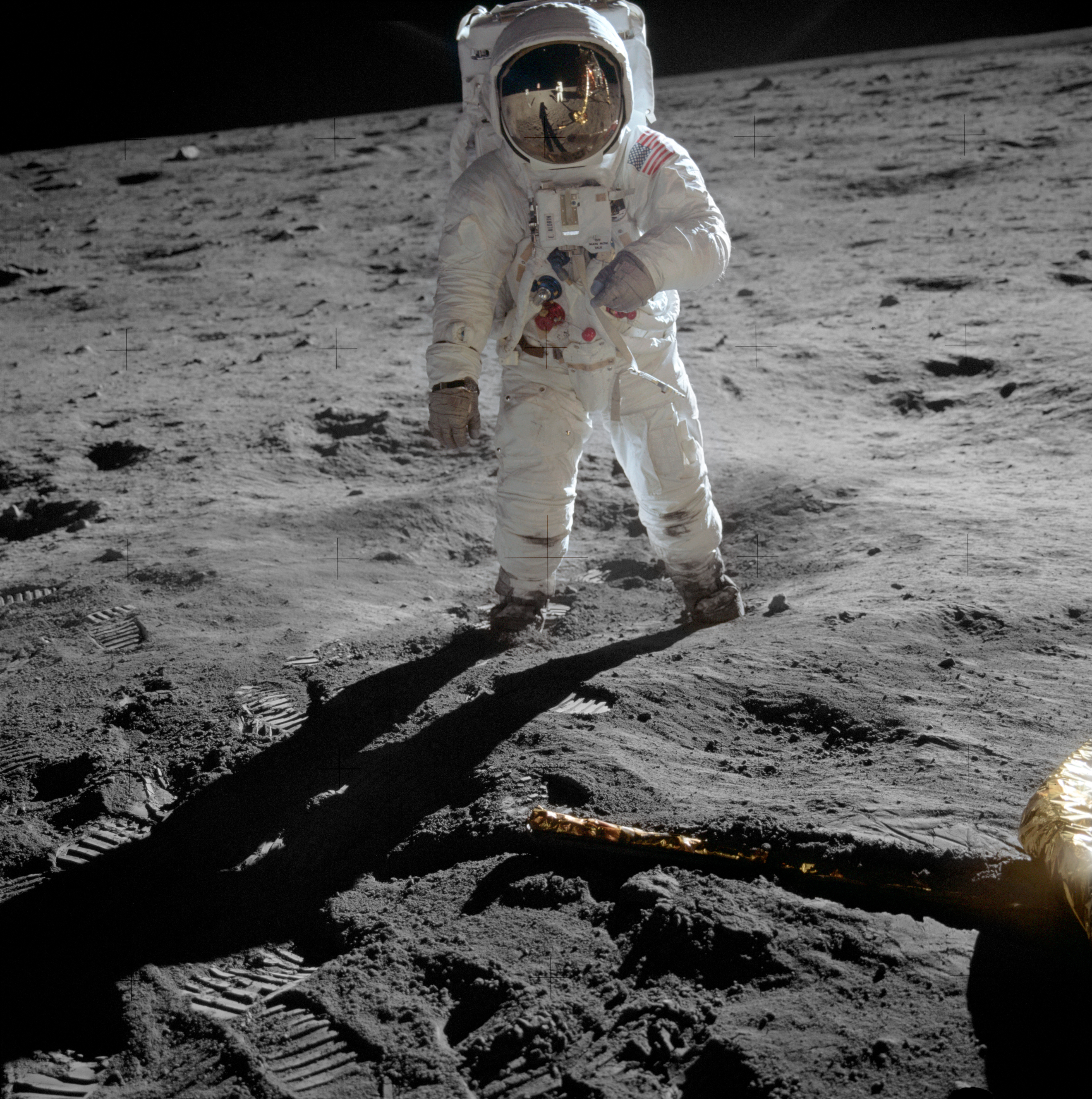
L'astronauta Buzz Aldrin a la superfície de la Lluna (1969).

En astronàutica, les missions lunars són les que tenen per objectiu l'exploració de la Lluna. Es poden classificar en missions tripulades i missions no tripulades. La que va tenir més ressò mundial va ser l'Apollo 11, una missió nord-americana que va portar per primera vegada homes a la superfície de la Lluna. L'astronauta nord-americà Neil Armstrong va ser el primer ésser humà que, a les 03:56 (hora catalana) del 21 de juliol de 1969, posava el peu a la Lluna.
El primer intent d'enviar un giny espacial a la Lluna va tenir lloc el 17 d'agost de 1958, quan la sonda nord-americana Pioneer 0 va explotar durant la fase de llançament. La primera missió que va aconseguir arribar a l'òrbita de la Lluna va ser la sonda soviètica Lunik 1, el gener de 1959.
Entre les primeres missions hi va haver un gran nombre de fracassos, donada la gran dificultat que implicava aconseguir donar a les sondes la velocitat necessària per escapar de l'atracció gravitatòria de la Terra. A més, un cop la sonda havia estat llançada amb èxit, hi havia el problema de controlar la seva trajectòria en tot moment per evitar o bé que es perdés en l'espai o que acabés xocant contra la Lluna o la Terra.
Les missions lunars van ser una de les parts més importants del que es coneix com a «carrera espacial», la competició informal entre els Estats Units i la Unió Soviètica que va durar des de finals dels anys 50 fins a principis dels 70, per aconseguir dominar el vol de coets i l'exploració espacial.
Les futures missions podrien tenir com a objectiu preparar el terreny per a una eventual colonització de la Lluna.

## Missions EUA - URSS (1958 - 1976)
- Programa Pioneer (EUA, 1958-1960): el primer programa nord-americà d'exploració espacial. Les primeres sondes, entre el 1958 i el 1960, es van dedicar a l'exploració de la Lluna. La majoria van fallar durant la fase de llançament. No obstant això, la Pioneer 4 va aconseguir fer un sobrevol de la Lluna el 4 de març de 1959.
- Programa Lunik (o Lluna) (URSS, 1958-1976): el principal programa soviètic de missions lunars. Va constar d'un gran nombre de missions. Oficialment només n'hi va haver 24, 15 de les quals es consideren un èxit. Les que fallaven ja durant la fase de llançament no eren reconegudes oficialment i no se'ls-hi assignava número. Entre elles cal destacar:
  - Lunik 1 (1959), la primera sonda a sobrevolar la Lluna (ja mencionada).
  - Lunik 2 (1959), la primera a impactar contra la Lluna.
  - Lunik 3 (1959), la primera a fotografiar la cara oculta de la Lluna.
  - Lunik 9 (1966), la primera en allunitzar suaument.
  - Lunik 10 (1966), la primera a entrar en òrbita al voltant de la Lluna.
  - Lunik 16 (1970), la primera sonda no tripulada en retornar mostres de la superfície lunar a la Terra.
  - Lunik 17 (1970) i Lunik 21 (1973), que van portar al Lunokhod 1 i al Lunokhod 2, els primers rovers lunars.
- Programa Ranger (EUA, 1961-1965): sèrie de 9 sondes equipades amb càmeres de vídeo per enviar imatges de gran resolució de la superfície de la Lluna. Es llançaven contra la Lluna enviant imatges des de cada vegada més a prop fins a xocar contra la superfície. Les primeres van ser un fracàs, però les Ranger 7, 8 i 9 van enviar moltes imatges que van servir per a preparar futures missions.
- Programa Lunar Orbiter (EUA, 1966-1967): sèrie de 5 sondes orbitals amb la missió de fotografiar tota la superfície lunar. Les imatges es van utilitzar per a escollir els llocs d'allunatge de les futures missions tripulades Apollo. Totes cinc van ser un èxit i es va fotografiar el 99% de la superfície del satèl·lit.
- Programa Surveyor (EUA, 1966-1968): programa constituït per 7 sondes de superfície dissenyades per a demostrar la possibilitat d'allunitzar suaument sobre la superfície del satèl·lit. Dues es van estavellar contra la Lluna, però les Surveyor 1, 3, 5, 6 i 7 van ser un èxit.
- Programa Zond (URSS, 1964-1970): estava format per 8 missions separades en dos blocs. Les tres primeres sondes eren missions científiques per a explorar Venus i Mart. Però de la 4 a la 8 (1968-1970) van ser missions de prova per a algun dia construir sondes orbitals tripulades. Van efectuar sobrevols de la Lluna i van retornar a la Terra. La Zond 5 va ser la primera sonda a tornar de la Lluna amb éssers vius a bord (tortugues, mosques, cucs, plantes, llavors i bacteris).

## Missions no tripulades en el període 1990-2003

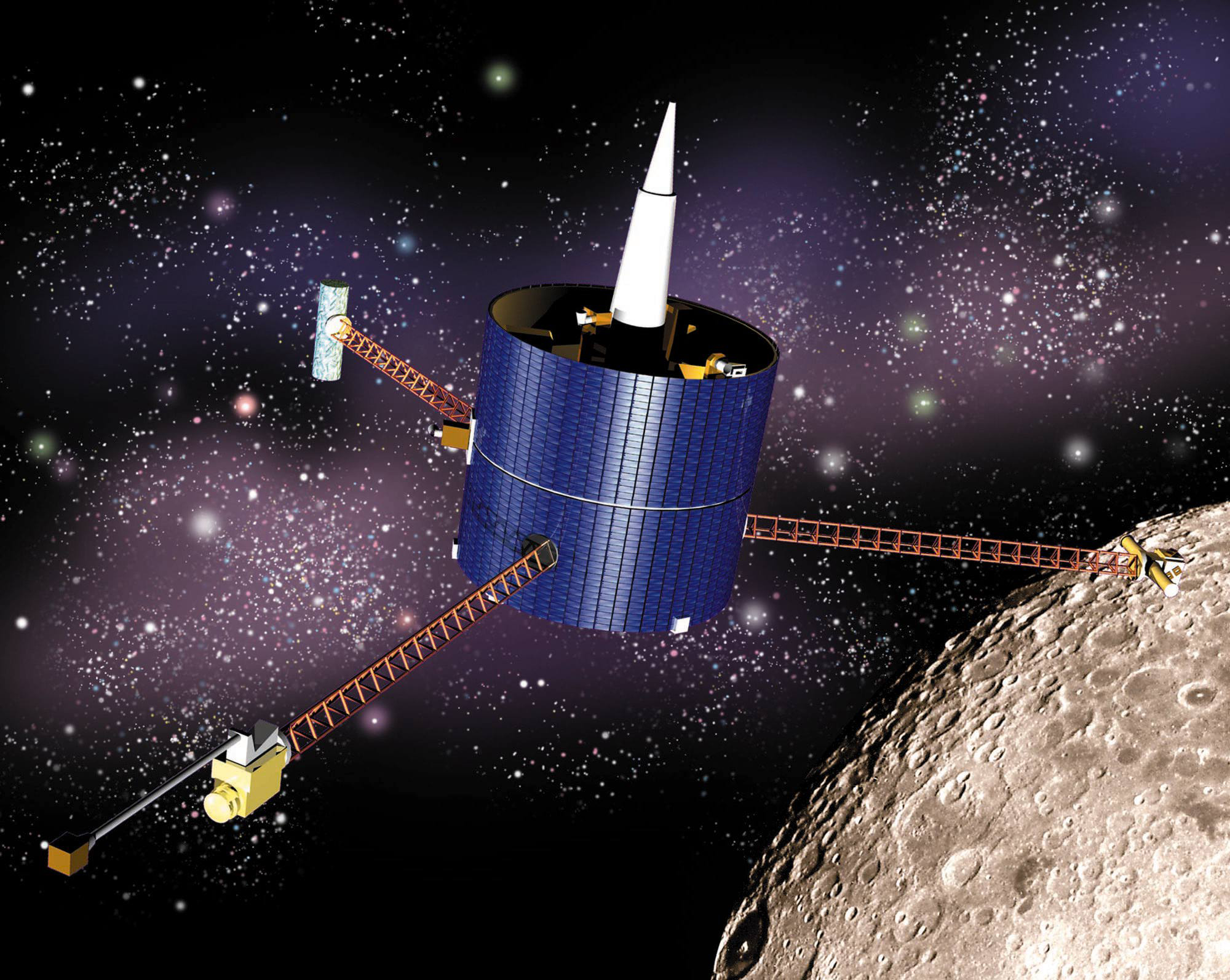
Dibuix de la sonda Lunar Prospector de la NASA (1998).

- Hiten (Japó, 1990): Constava de dos mòduls, la nau Hiten i la sonda orbital Hagoromo. La inserció orbital va ser correcta però el transmissor de la Hagoromo va fallar i no es va obtenir cap dada científica.
- Clementine (EUA, 1994): sonda orbital dedicada a obtenir imatges de la superfície de la Lluna a diferents longituds d'ona i a realitzar diversos experiments científics gràcies als instruments que portava a bord. La missió va ser un èxit. Gràcies a les dades que va obtenir, es va descobrir que als pols lunars hi ha una quantitat significativa d'aigua congelada.
- Lunar Prospector (EUA, 1998): sonda orbital amb diversos instruments a bord dedicada a mesurar els camps magnètic i gravitatori de la Lluna, a analitzar la composició de la superfície lunar i a detectar possibles dipòsits d'aigua als pols. La missió va ser un èxit.
- Smart 1 (ESA, 2003): sonda orbital que va estar operativa entre el 27 de setembre de 2003 i el 3 de setembre de 2006, data en què fou deliberadament dirigida a impactar sobre la superfície de la Lluna, posant així fi a la seva missió.[1] El seu objectiu principal fou provar els seus propulsors iònics alimentats per energia solar. La prova va funcionar correctament i, per això, aquest tipus d’innovadors propulsors es van utilitzar posteriorment en la missió Bepi Colombo a Mercuri. Com a objectiu secundari, va obtenir dades sobre la composició de la Lluna.

## Missions no tripulades des de 2003

### Programa Chang'e
Fa ja més d'una dècada que va començar el Programa lunar xinès, que està investigant el nostre satèl·lit amb la perspectiva de fer en el futur mineria lunar, especialment a la recerca de l'isòtop heli-3 per al seu possible ús com a font d'energia a la Terra.
En execució d'aquest programa, el 24 d'octubre de 2007, la Xina va llançar l'orbitador robòtic lunar Chang'e 1. Originalment planejada per un any de missió, es va estendre la seva durada quatre mesos. L'1 de març de 2009, la Chang'e 1 va impactar de forma deliberada sobre la superfície lunar després de completar la seva missió de 16 mesos.
Posteriorment, l'1 d'octubre de 2010, la Xina va llançar l'orbitador lunar Chang'e 2.
El 14 de desembre de 2013, va allunar el rover Yutu i el mòdul de descens Chang'e 3. Aquest èxit va convertir la Xina en el tercer país en fer una cosa així. Chang'e 3 fou la primera nau espacial en fer un allunatge suau des de 1976.
Com la missió Chang'e 3 fou un èxit, el mòdul de descens Chang'e 4 fou reprogramat amb nous objectius per a la missió. Així, el 7 de desembre de 2018 la missió Chang'e 4 fou enviada a la cara oculta de la Lluna. Va allunar en aquesta part abans no visitada de la Lluna el 3 de gener de 2019. La Chang'e 4 va desplegar l'astromòbil lunar Yutu-2 que, posteriorment, es va convertir en el que va recórrer una distància més llarga mai abans assolida sobre la superfície lunar. Entre altres, Yutu-2 va descobrir que en alguns llocs de la cara oculta de la Lluna la pols arriba fins als 12 metres de profunditat.
El 16 de desembre de 2020, amb el final de la missió Chang'e 5, la Xina va completar amb èxit la seva primera missió amb retorn de mostres lunars, que va aconseguir recollir 1,731 kg de material
El 3 el maig de 2024, la Xina va enviar la missió Chang'e 6. L'1 de juny de 2024, el mòdul de descens i l'astromòbil Yidong Xiangji de la missió van fer el seu allunatge suau a la cara oculta de la Lluna. En allò que constitueix la segona missió de retorn de mostres de la Xina, la seva cullera i trepants robòtics van prendre 1,931 kg de mostres de la superfície lunar i el 3 de juny de 2024 aquestes foren retornades a l'òrbita lunar amb l'objectiu final de fer-les arribar a la Terra. La missió va durar 53 dies. Va finalitzar el 25 de juny de 2024, quan la càpsula de retorn va aterrar a la Mongòlia Interior, una regió de la Xina.
Juntament amb la Chang'e 6, el Pakistan va enviar l'orbitador anomenat ICUBE-Q

### Programa Chandrayaan
El 22 d'octubre de 2008, l'Agència Índia d'Investigació Espacial (ISRO), va llançar un orbitador lunar no tripulat anomenat Chandrayaan-1. Inicialment, estava previst que la sonda orbités la Lluna durant dos anys, però el 28 d'agost de 2009 es va perdre el contacte amb l'orbitador, data en què oficialment es considera finalitzada la missió. En el temps que va estar en funcionament, els seus objectius científics foren preparar un atles tridimensional tant de la cara oculta com de la més propera de la Lluna i efectuar un mapejat mineralògic i químic de la seva superfície. Entre els molts assoliments de la Chandrayaan-1, destaca el descobriment de la presència de molècules d'aigua en el sòl lunar. L'orbitador va deixar anar també la Sonda d'Impacte Lunar, que va impactar deliberadament amb la Lluna el 14 de novembre de 2008, fent que l'agència hindú es convertís en la quarta agència espacial en arribar a la superfície lunar.
Aquesta missió fou seguida per la Chandrayaan-2, que fou llançada el 22 de juliol de 2019, i que va entrar en òrbita lunar el 20 d'agost de 2019. Chandrayaan-2 també fou la portadora del primer astromòbil i del primer mòdul de descens hindú, però a causa d'una fallada tècnica d'última hora en el sistema d'allunatge, aquests van xocar contra la superfície lunar.
El 14 de juliol de 2023, l'ISRO va llançar la Chandrayaan-3 que també era portadora d'un mòdul de descens anomenat Vikram i de l'astromòbil anomenat Pragyan, els quals, el 23 d'agost de 2023, van completar el primer allunatge suau de la història en la regió del Pol Sud de la Lluna.

### Japó
El setembre de 2007, l'Agència d'Exploració Aeroespacial del Japó (JAXA) va llançar la nau SELENE, amb els objectius d'obtenir dades científiques sobre l'origen i l'evolució de la Lluna, i desenvolupar la tecnologia necessària per a futures missions lunars.
El 6 de setembre de 2023, l'Agència d'Exploració Aeroespacial del Japó (JAXA) va llançar la Smart Lander for Investigating Moon (SLIM), una missió amb l'objectiu de situar un mòdul de descens sobre la superfície de la Lluna. El 25 de gener de 2023, el mòdul de descens va entrar a l'òrbita de la Lluna i el 19 de gener de 2024 va fer un allunatge suau. Com a resultat, la JAXA es va convertir en la cinquena en aconseguir un allunatge suau sobre la superfície de la Lluna.

### Corea del Sud
El 4 d'agost de 2022, Corea del Sud va llançar l'orbitador lunar Danuri, que va arribar a la Lluna el 16 de desembre de 2022. Aquesta fou la primera fase del programa d'exploració lunar de Corea del Sud, que té plans per llançar una altra sonda i un mòdul de descens.

### Estats Units d'Amèrica
El 18 de juny de 2009, la NASA va llançar la missió Lunar Reconnaissance Orbiter, un orbitador lunar que va recollir imatges de la seva superfície.

Animació de la trajectòria de la Lunar Reconnaissance Orbiter des del 23 de juny de 2009 fins al 30 de juny de 2009
Lunar Reconnaissance Orbiter·
Lluna

Va portar també la Lunar Crater Observation and Sensing Satellite (LCROSS), que va investigar la possible existència d'aigua en el cràter Cabeus.
En una altra missió, l'any 2011 va llançar la Gravity Recovery and Interior Laboratory (GRAIL), que va cartografiar en alta qualitat el camp gravitatori de la Lluna per determinaar la seva estructura interior.
La NASA ha iniciat també un programa de contractació amb empreses comercials per l'enviament de petites càrregues a la Lluna en el que es coneix com a Serveis Comercials de Càrrega Útil Lunar.

### Rússia
El 10 d'agost de August 2023, Roscosmos, l'agència espacial de Rússia, va llançar la missió Luna 25, la seva primera a la Lluna des del 1976. El 20 d'agost, la nau es va estavellar contra la Lluna després d'un error d'orientació que va resultar en una maniobra de baixada de l'òrbita anòmala.

## Missions tripulades: programa Apollo

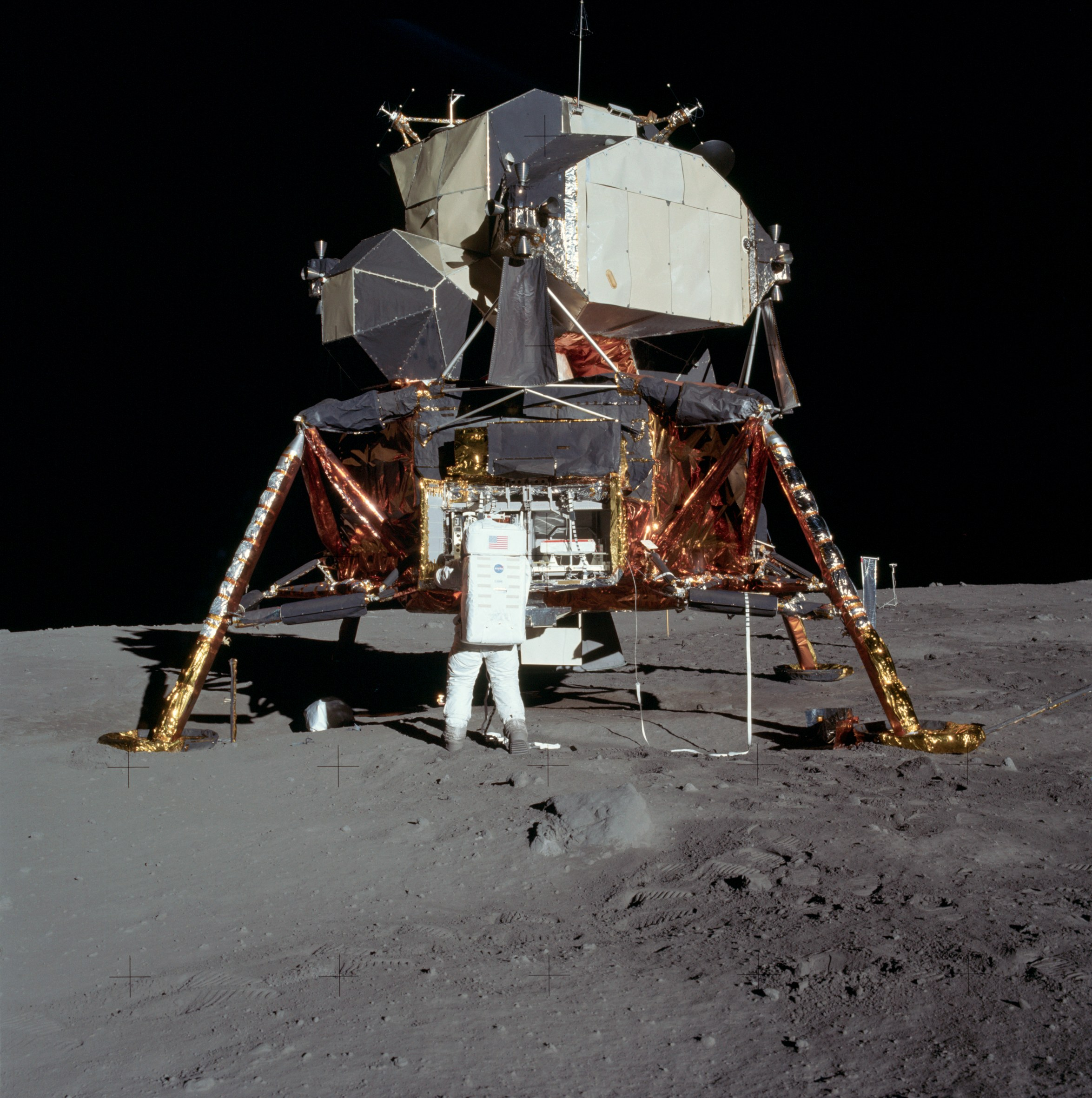
Buzz Aldrin i el mòdul lunar de lApollo 11 a la Lluna (1969).

Les úniques missions tripulades que s'han enviat a la Lluna (i a qualsevol altre cos del sistema solar) són les del programa Apollo (1961-1975) de la NASA. De les 11 missions tripulades que formaven el programa (hi va haver també llançaments de prova no tripulats), dues (Apollo 7 i Apollo 9 no eren missions lunars sinó només vols de prova en òrbita terrestre), dues més (Apollo 8 i Apollo 10) tenien com a objectiu entrar en òrbita al voltant de la Lluna i retornar els seus tripulants sans i estalvis a la Terra:
- Apollo 8 (1968) : 10 voltes a la Lluna. Astronautes: Frank Borman, James Lovell i William Anders.
- Apollo 10 (1969): 31 voltes a la Lluna. Astronautes: Thomas Stafford, John W. Young i Eugene Cernan.

Les 7 missions restants tenien com a objectiu allunar, efectuar activitats extravehiculars per la superfície lunar i retornar a la Terra. Totes les missions Apollo van complir els seus objectius excepte la missió Apollo 13, que degut a un problema durant el viatge d'anada es va veure obligada a suspendre l'allunatge i a retornar a la Terra després d'haver fet tan sols un sobrevol de la Lluna.
- Apollo 13 (1970): Sobrevol. Astronautes: Jim Lovell, Jack Swigert i Fred Haise.

Les missions lunars que van aconseguir que els astronautes que portaven poguessin trepitjar la Lluna i explorar-la van ser les següents:
- Apollo 11 (1969): 21h 36m a la Lluna. Astronautes: Neil Armstrong, Michael Collins i Buzz Aldrin. Armstrong i Aldrin baixen a la Lluna amb el mòdul lunar "Eagle".
- Apollo 12 (1969): 31h 31m a la Lluna. Astronautes: Pete Conrad, Richard F. Gordon i Alan Bean.
- Apollo 14 (1971): 33h 30m a la Lluna. Astronautes: Alan Shepard, Stuart Roosa i Edgar Mitchell.
- Apollo 15 (1971): 66h 55m a la Lluna. Astronautes: David Scott, Alfred Worden i James Irwin.
- Apollo 16 (1972): 71h 2m a la Lluna. Astronautes: John W. Young, Ken Mattingly i Charles Moss Duke.
- Apollo 17 (1972): 75h 0m a la Lluna. Astronautes: Eugene Cernan, Ronald Evans, Harrison Schmitt.

Des del 1972, no hi ha hagut més missions lunars tripulades.

## Missions tripulades: programa Artemis
El Programa Artemis és un programa d'exploració lunar dirigit per la NASA en col·laboració amb l'Agència Espacial Europea (ESA), l'Agència Espacial Japonesa (JAXA) i l'Agència Espacial Canadenca (CSA) que, en cas de tenir èxit, portarà l'ésser humà a la Lluna per primera vegada des de l'Apollo 17 el 1972. L'objectiu a llarg termini del programa és establir una base permanent a la Lluna per a facilitar posteriors missions a Mart. Els principals components del programa són el Space Launch System, o SLS (en català Sistema de Llançament Espacial), la nau espacial Orion, l'estació espacial Lunar Gateway i els sistemes d'allunatge humà, incloent-hi el Starship HLS.
El Programa Artemis és una col·laboració d'agències espacials governamentals i agències privades, unides pels Acords Artemis. A data de 22 de juny del 2022, vint-i-un països han signat els acords, incloent-hi potències espacials emergents com Brasil, Corea del Sud i els Emirats Àrabs Units.
El Programa Artemis es va establir per primera vegada el 2017, tot i que molts dels seus components, tal com la nau espacial Orion es van desenvolupar durant l'anterior Programa Constellation (2005-2010). El primer llançament d'Orion estava programat pel 2016, però es va posposar al 2022 per a la missió Artemis I, sense tripulants. Aquesta es va enlairar amb èxit el 16 de novembre del 2022 a les 6:47 (UTC).
Segons el pla proposat, la missió tripulada Artemis II s'enlairarà no abans d'abril del 2026; la missió tripulada Artemis III, que farà el primer allunatge, tindrà lloc no abans de mitjan 2027; no abans de finals del 2028, es produirà l'atracament d'Artemis IV amb la Lunar Gateway; la missió Artemis V, amb l'ESPRIT de l'ESA i el Candarm3 de Canadà, està planejada per començaments de 2030; l'Artemis VI s'enlairaria a començaments de 2031. Posteriorment, es preveu que segueixin missions i allunatges addicionals amb una periodicitat anual.